# Stara Synagoga we Lwowie
Stara Synagoga we Lwowie – nieistniejąca synagoga znajdująca się we Lwowie przy dawnej ulicy Boimów 54, wcześniej zwanej również Starożydowską.
Synagoga została zbudowana w 1555 roku. Znane są jej zewnętrzne rozmiary w 1767 roku – 36,5 na 68,25 łokci, a sala modlitewna o powierzchni 500 łokci kwadratowych w czasie nabożeństwa mieściła 200 osób. Synagoga została rozebrana w 1798 roku, na jej miejscu w latach 1799–1800 zbudowano Wielką Synagogę Miejską.